# Mario Carević
Mario Carević (Makarska, 29. ožujka 1982.) hrvatski je nogometni trener i bivši nogometaš. Trenutačno je trener Gorice.
Karijeru je popularno zvani Car započeo u splitskom Hajduku gdje se do 2001. probio u seniorsku momčad. U tri godine na Poljdu postao je zapažen mladi igrač, poznat po vrlo dobrim probojima po bokovima, te sjajnim centaršutevima. No, jednako je bilo poznato i njegovo "laktarenje" igrača u trku, te pognuta glava zbog koje je previše zadržavao loptu. Usprokos tome, proslavljeni treneri kao Tomislav Ivić vidjeli su u njemu veliku nadu, te je sam Ivić jednom prigodom izjavio da bi rađe u momčadi imao Carevića nego Kranjčara. Za vrijeme prvog boravka u Hajduku, jednom je zbog kartona morao propustiti derbi u Maksimiru, te ju odgledao s južne tribine dinamovog stadiona gdje igrači nikako ne smiju.
Godine 2004. Ivić ga je poveo sa sobom u saudijski Al-Ittihad. Tamo se Carević nije nešto naigrao, te je taj klub ubrzo napustio. Jedno vrijeme nije mogao u novi klub jer bogati predsjednik kluba nije imao vremena, ni želje, da mladom Makaraninu sredi papire za napuštanje države. Sam Carević tu je situaciju opisao kao zatočeništvo u zlatnom zatvoru, jer je ipak bio uredno plaćen za svoje (ne)igranje.
Tijekom 2004. zabilježio je i 2 nastupa za hrvatsku U-21 momčad na Europskom prvenstvu za tu kategoriju.
Sljedeće odredište trebao je biti povratak u matični Hajduk, a navodno je zainteresiran bio i zagrebački Dinamo. No, u 1. HNL se nije vratio, nego završio u njemačkom Stuttgartu. Zabilježio je par nastupa pod velikim trenerom Trapattonijem, no, dolaskom novog trenera pao je u zaborav, te s vremenom završio u Stuttgartovoj amaterskoj momčadi, zajedno sa srpskim internacionalcem Ljubojom. Nakon toga uslijedila je 2 mjeseca duga trakavica oko transfera iz tog bundesligaša. Stizale su ponude nekih moskovskih prvoligaša, te navodno i Club Bruggea, no, Carević je bio ustrajan u svojoj želji da se vrati na posudbu u matični Hajduk. Razlog je bio poznavanje atmosfere u i oko kluba, te trener Zoran Vulić koji je trenirao seniorsku momčad. 
Iako je ideja o povratku u Hajduk nastala sredinom lipnja 2006., posudba je finalizirana zadnji dan kolovoza, ujedno i zadnji dan prijelaznog roka. Zajedno s još jednim Stuttgartovim igračem, Borisom Živkovićem, postao je na taj dan igračem Hajduka. U svom prvom susretu protiv Slaven Belupa u Koprivnici pogotkom iz jedanaesterca srušio je 9-godišnju tradiciju Hajdukovih neuspjeha u tom gradu. U novoj epizodi u bilom na jesen je odigrao dobro, ali na proljeće iste sezone, nije uspio zadržati formu. Po isteku posudbe prodan je u belgijski klub Lokeren. 

## Statistike
Statistika u Hajduku
| Natjecanje        | Nastupi | Zgoditci |
| ----------------- | ------- | -------- |
| Prvenstvo         | 121     | 11       |
| Kup               | 21      | 1        |
| Superkup          | 2       | 0        |
| Međunarodne       | 16      | 2        |
| Splitski podsavez | 0       | 0        |
| Ukupno            | 160     | 14       |
| Prijateljske      | 31      | 7        |
| Sveukupno         | 191     | 21       |